# Billeplatsen

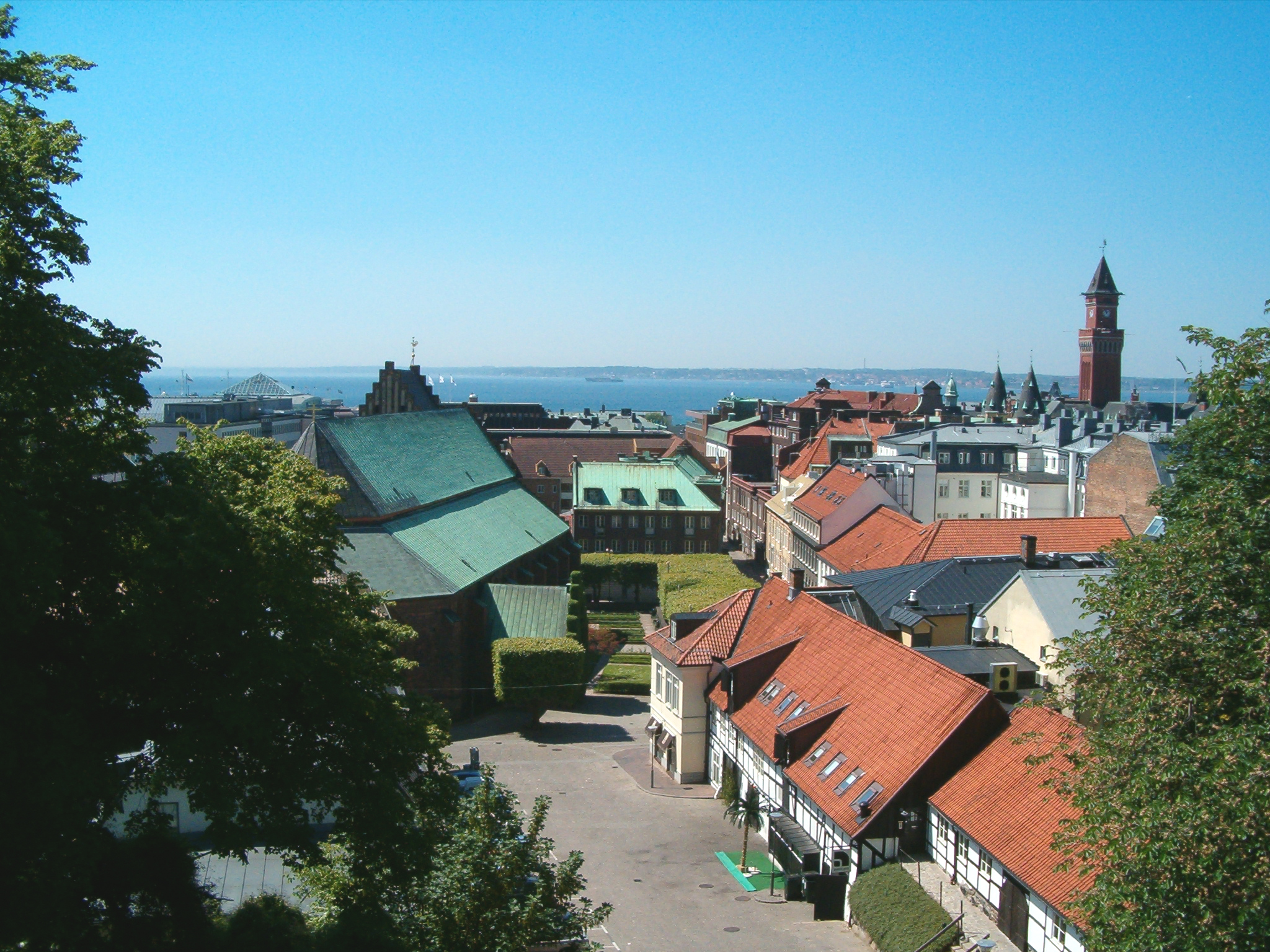
Billeplatsen sedd från Rosenträdgården.

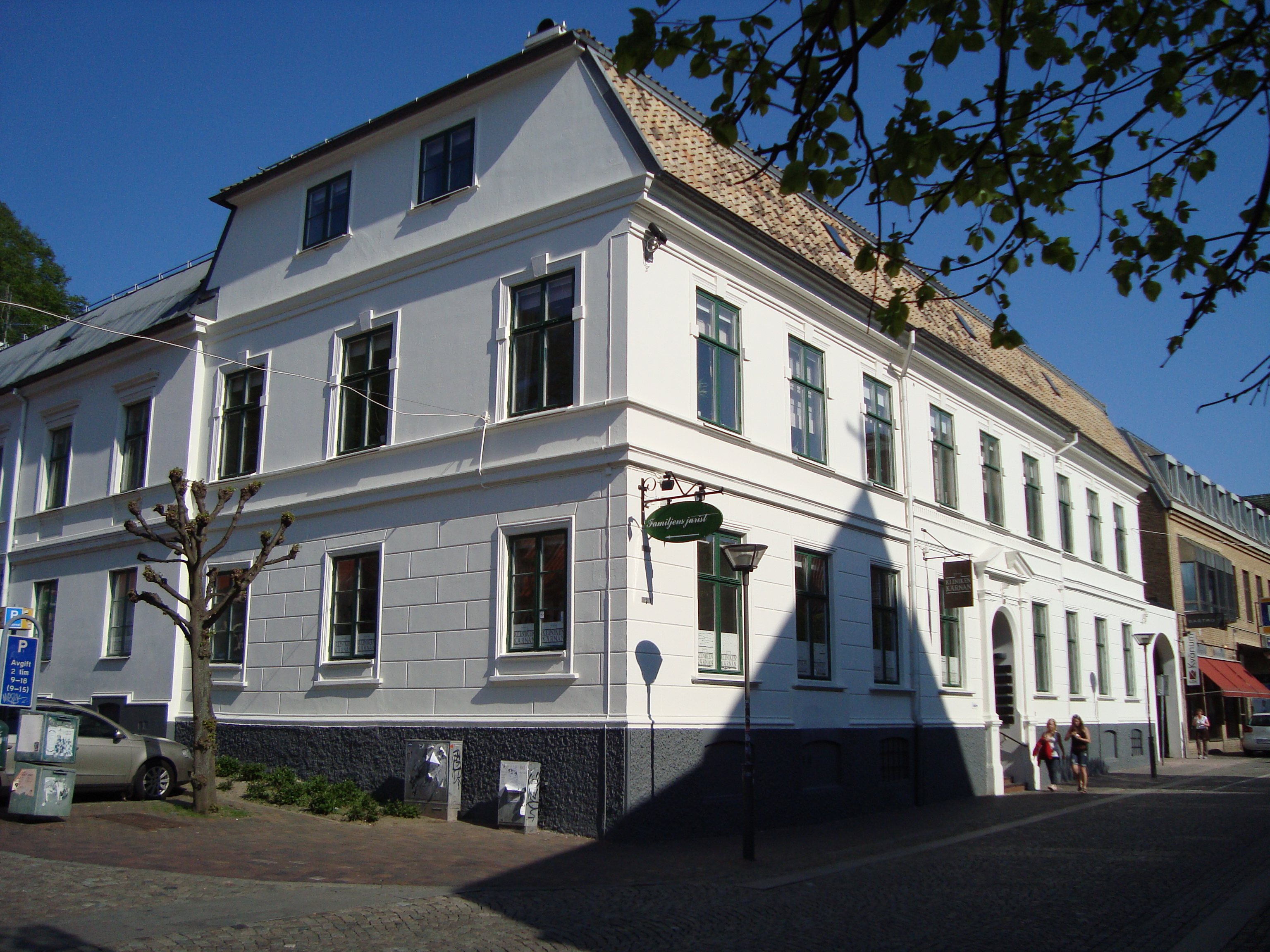
Apoteket Kärnan.

Billeplatsen är en mindre plats i centrala Helsingborg, belägen öster om Mariakyrkan. Platsen har fått sitt namn av länsmannen Anders Bille, som under 1600-talet ägde den större, medeltida gård som förr låg vid platsens östra del, kallad Billegården. 

## Utformning
Platsen sträcker sig från Södra Storgatan och Mariakyrkans kor, sluttande en aning uppåt fram till Hallbergs trappor, som leder upp till parken Slottshagen och Kärnan på landborgen. Platsen avgränsas i norr av den före detta Wingårdhska handelsgården, som består av flera olika delar. Vid hörnet mot Södra Storgatan består byggnaden av en klassicistisk byggnad i ljusgul puts. De resterande delarna av gården som vetter mot Billeplatsen består av två korsvirkesbyggnader med svart timra och vitputsade fack. Den östligaste av de två är något mindre och ligger en bit indragen från platsen. I söder ligger före detta Apoteket Kärnan, vars huvudbyggnad vänder sin norra gavel bildar mot gatan, medan en något lägre länga sträcker sig längs resterande del av platsen.

## Historik
Vid platsen gick förr en av de större kommunikationslederna i staden. Under den tidiga medeltiden gick en landsväg från Halland via Ängelholm, som norr om Helsingborg gick ihop med en landsväg från Kullahalvön, för att sedan leda genom dåvarande stadsbebyggelsen på landborgen, ner genom dalgången vid Hallbergs trappor och över nuvarande Billeplatsen, för att slutligen nå färjeläget vid stranden. Senare under medeltiden flyttade allt mer av bebyggelsen ner på strandterrassen, vilket medförde utbyggnaden av Mariakyrkan. En stor del av nuvarande Billeplatsen upptogs vid denna tid av Mariakyrkans kyrkogård, som dock togs bort vid medeltidens slut. När Billegården uppfördes är oklart, men den är troligen den större byggnad som kan ses öster om Mariakyrkan i avbildningen av Helsingborg i verket Civitates Orbis Terrarum från 1588. Gården förekommer i skrift första gången 1652 och var förmodligen belägen vid nuvarande Billeplatsens östra del. År 1654 anlades ett så kallat axeltorg norr om Billegården, som dock blev kortvarigt, då en bastion på de nya befästningarna kring Kärnan på landborgen ovanför tog platsen i anspråk 1667. Billegården revs troligen i samband med skånska kriget 1676–79, då nästan hela Helsingborgs bebyggelse förstördes. Redan på 1700-talet började platsen öster om Mariakyrkan kallas Billeplatsen. 
Den äldsta bevarade bebyggelsen vid platsen är Wingårdhska handelsgården, där det större av de två korsvirkeshusen uppfördes redan under slutet av 1700-talet. Gården köptes 1808 av garvaren Jöns Been, som troligen uppförde den mindre, västra, korsvirkesbyggnaden som en barkkvarn vid samma tid. Been lät också skära av den gamla landborgsförbindelsen genom en utbyggnad av gården. Förbindelsen öppnades dock igen redan 1835 av dåvarande ägaren, konsul Johannes Hallberg. Området köptes 1873 av Helsingborgs stad, som 1888 gjorde i ordning trätrappor längs passagen, redan då kallade "Hallbergs trappor". Trapporna förbättrades på 1930-talet då namnet fastslogs officiellt. I söder byggdes Apoteket Kärnans gatuhus mot Södra Storgatan som ett bostadshus 1813, medan längan mot Billeplatsen uppfördes 1882. Apoteket etablerades redan 1823.